# Cristo Bendicente
El Cristo Bendicentees una escultura de Jesucristo, que se encuentra en la cima del cerro San Javier, en Yerba Buena, provincia de Tucumán. Mide 28 metros de altura y levanta su brazo derecho en signo de bendición. Fue inaugurada en el año 1942.

## El escultor

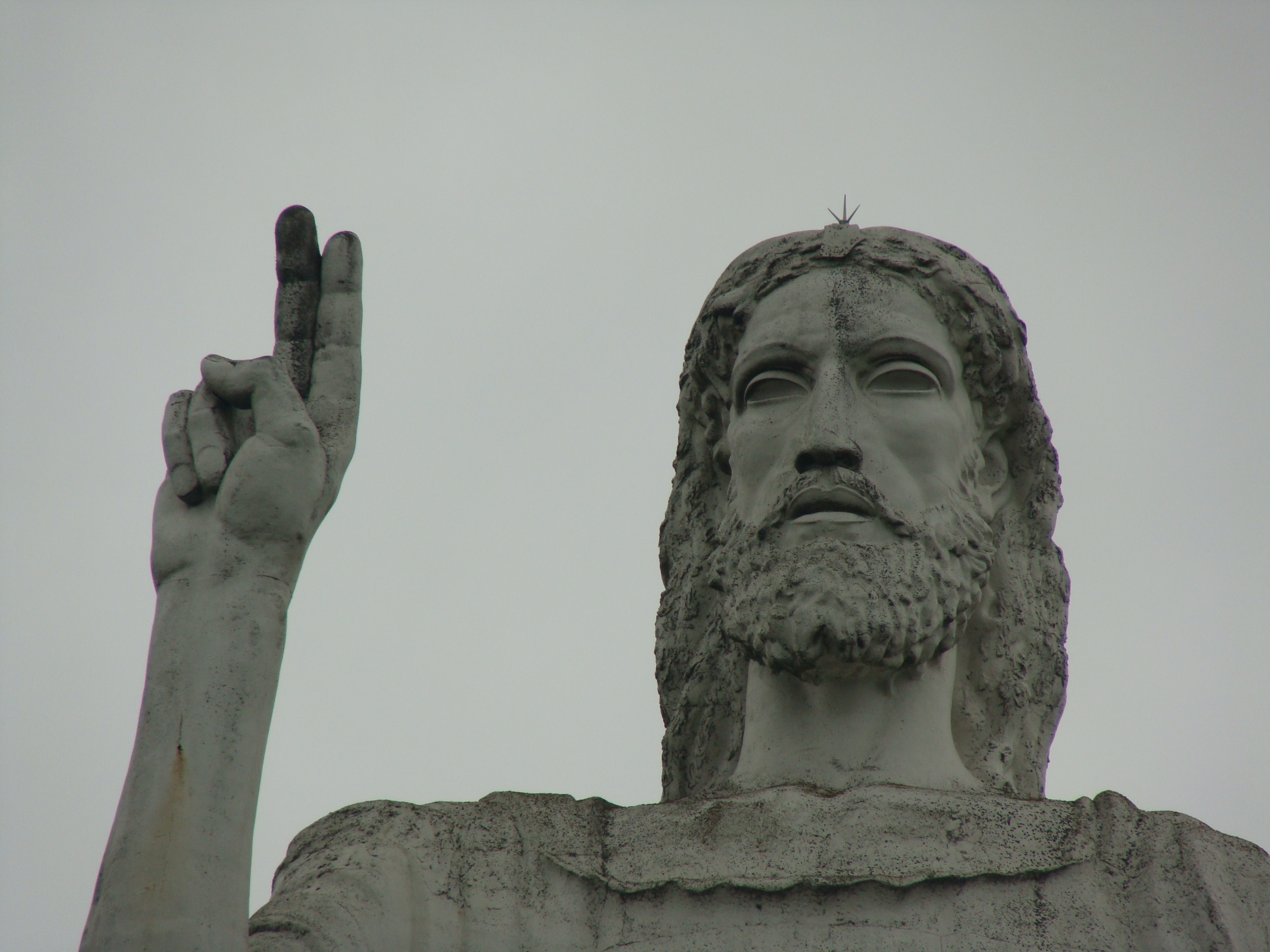

La estatua de Cristo es una de las principales obras del escultor tucumano Juan Carlos Iramain (1900-1973). Fue inaugurada en 1942, como una de las obras de embellecimiento del Cerro San Javier iniciadas por el gobierno de Miguel Critto.
En 1973 se inauguró el Museo Iramain, que exhibe las obras de este escultor.
Los restos del escultor descansan bajo este Cristo.

## Placa en la base de la estatua

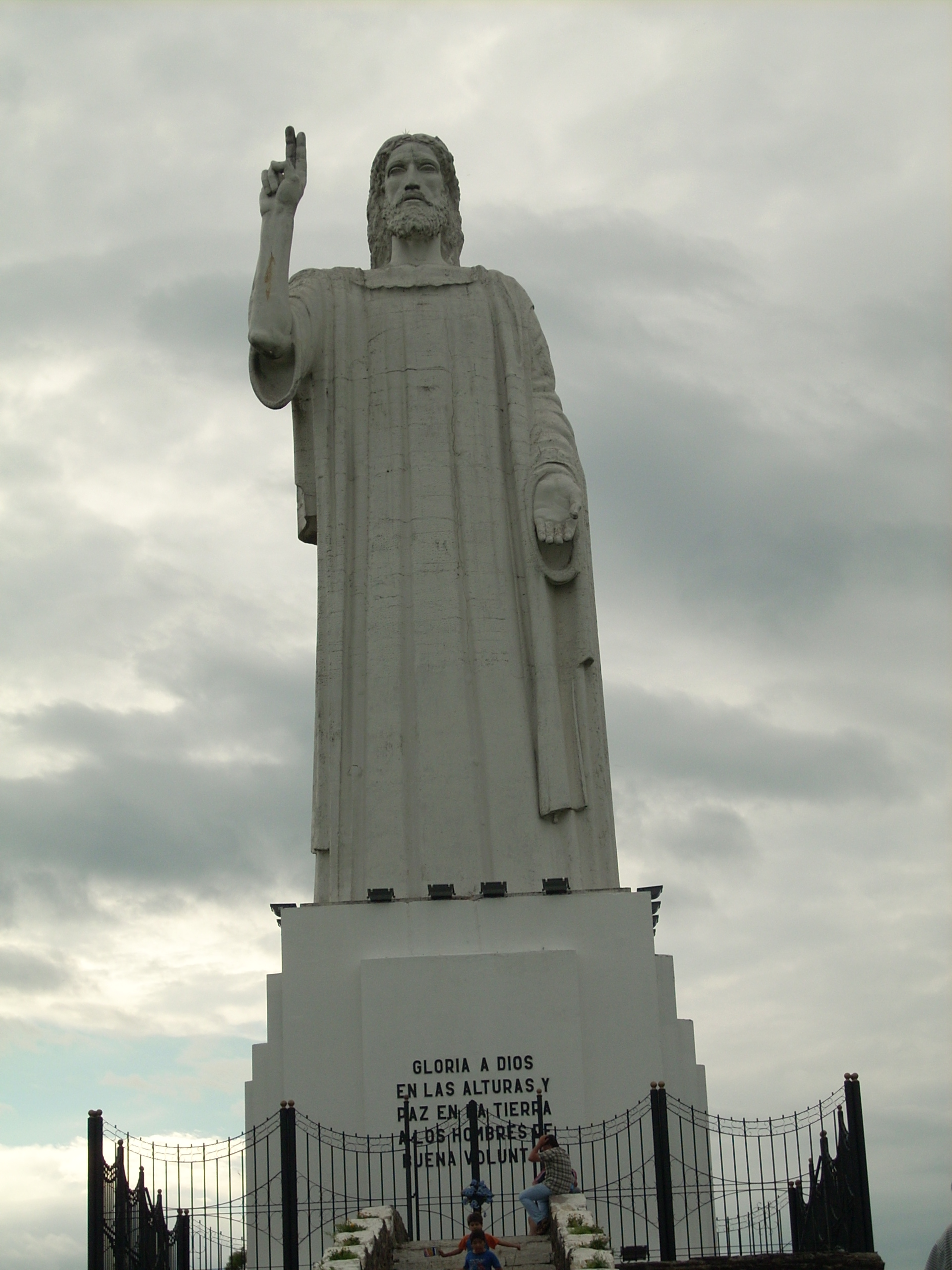

En la base de la estatua, el escultor Iramain puso una frase extraída del Evangelio de San Lucas 2:14: «Gloria a Dios en las alturas y paz en la tierra a los hombres de buena voluntad».